# Tang Gaozu

Li Yuan, der Gründer der Tang-Dynastie

Der Titel Tang Gaozu (唐 高祖, Táng Gāozǔ; * 566; † 25. Juni 635) bezeichnet den Gründer der Tang-Dynastie. Er hieß ursprünglich Li Yuan (李渊, Lǐ Yuān), stürzte 618 die Sui-Dynastie und regierte bis zu seiner Abdankung im September 626. 

## Leben
Li Yuan gehörte zur Aristokratie des Nordwestens und seine Familie war, wie in diesen Landesteilen nicht unüblich für ihre Heiratsbeziehungen mit den „Barbaren“ bekannt. 
Seit 610 wurde das Sui-Reich durch wiederholte Rebellionen erschüttert, insgesamt etwa 200 in sieben Jahren. Ein erster Grund waren Hungersnöte, die durch Überschwemmungen am unteren Huanghe (Gelber Fluss) entstanden. Mitten in diese Situation fielen die kaiserlichen Truppenaushebungen für drei verlustreiche Korea-Kriege (612/13/14). Die folgenden Bauernaufstände wurden vom Adel des Nordwestens unterstützt, und mit den Reaktionen des Kaisers darauf verschlechterten sich auch noch die Beziehungen zu den Osttürken.
Als General der Sui-Dynastie schlug Li Yuan 615/16 einige dieser Bauernaufstände nieder. Sein Sohn Li Shimin half 615 dem Sui-Kaiser Yang Di bei einem plötzlichen Angriff des Türkenkhans Shibi (reg. 609–621) während einer Inspektionsreise. Schließlich wurde Li Yuan zum Statthalter von Taiyuan in Shanxi ernannt (617). Zur gleichen Zeit zog sich der Sui-Kaiser zu einer Vergnügungsreise in den Süden zurück und ließ den rebellischen Norden allein. Das war ein schwerer Fehler.
Es heißt nun, Li Shimin habe seinen unentschlossenen Vater mit einer Haremsintrige zum Aufstand gegen die Sui gezwungen. Wie auch immer: Li Yuan erhob sich, schloss ein Bündnis mit dem Türkenkhan, um sich den Rücken freizuhalten, und schickte dann seine Truppen unter seinen Söhnen Li Jiancheng und Li Shimin zur Hauptstadt Chang’an, die im September 617 besetzt wurde. Dann installierte er zunächst einen Enkel Yang Dis als Marionetten-Kaiser und bestieg (nach der Ermordung Yang Dis) am 18. Juni 618 selbst den Thron. 
Damit hatte er aber noch nicht die Macht im Land, denn es gab mehrere Rebellenführer, die um die Oberherrschaft stritten. Also ging er daran, China zu befrieden, was den Tang bis 624/28 gelang. Zu den hierbei getroffenen Maßnahmen zählten strenge Strafen zur Erhaltung der Disziplin bei den Truppen, die sofortige Ausgabe des gespeicherten Getreides zur Milderung der Hungersnot, eine Neugliederung der Verwaltung zur Einbeziehung ehemaliger Rebellenführer und nicht zuletzt auch die Neufassung der Strafgesetze (624 ff.). Sogar viele Haremsdamen wurden im Interesse der Popularität „entlassen“.
Der Kaiser Gaozu galt als zurückhaltend, großzügig und gnädig. Es heißt, sein Sohn Li Shimin habe ihm alle Arbeit abgenommen. Bald nach der Ermordung des Kronprinzen Li Jiancheng durch Li Shimin während Familienstreitigkeiten dankte er zu dessen Gunsten ab.

## Weitere Kanzler während der Amtszeit
- Li Shimin (618–626)
- Pei Ji (618–626)
- Liu Wenjing (618)
- Xiao Yu (618–626)
- Dou Wei (618)
- Dou Kang (618)
- Chen Shuda (618–626)
- Yang Gongren (619–626)
- Feng Deyi (620–626)
- Pei Ju (624–625)
- Yuwen Shiji (625–626)
- Gao Shilian (626)
- Fang Xuanling (626)